# Ярош Павло Арсентійович
Павло Арсентійович Ярош (нар. 1904, місто Одеса — ?) — український радянський діяч, секретар Миколаївського обласного комітету КП(б)У. 

## Біографія
Член ВКП(б).
З 1937 року — на відповідальній партійній роботі в Миколаївській області.
З 1938 до грудня 1939 року — завідувач відділу керівних партійних органів (з 1939 року —  організаційно-інструкторського відділу) Миколаївського обласного комітету КП(б)У.
У грудні 1939 — серпні 1941 року — 3-й секретар Миколаївського обласного комітету КП(б)У.
З 1941 року — учасник німецько-радянської війни. один із організаторів партизанського руху в Миколаївській області. Був схоплений німецькими військами.
Подальша доля невідома.
На 1985 рік — персональний пенсіонер.

## Нагороди та відзнаки
- орден Вітчизняної війни ІІ ст. (6.04.1985)
- медалі